# Mary Beth Norton
Pour les articles homonymes, voir Norton.
Mary Beth Norton (née en 1943) est une historienne américaine spécialisée dans l'histoire coloniale américaine. Elle est connue pour ses travaux sur l'histoire des femmes et les procès de sorcières de Salem. Elle est la professeure d'histoire américaine Mary Donlon Alger (en) au département d'histoire de l'université Cornell,. Norton est présidente de l’ American Historical Association en 2018. Elle est récipiendaire du prix Ambassador Book Award en études américaines pour In the Devil's Snare: The Salem Witchcraft Crisis of 1692 . 

## Biographie
Norton est née à Ann Arbor, dans le Michigan. Elle a obtenu son diplôme de baccalauréat universitaire ès lettres à l'université du Michigan et sa maîtrise universitaire ès lettres (1965) puis son doctorat (1969) de l'université Harvard, sous la direction de Bernard Bailyn. Sa thèse de doctorat, intitulée The British-Americans, a été publiée par Little, Brown and Company et a remporté le prix Allan Nevins de la Society of American Historians (en) en 1970. 

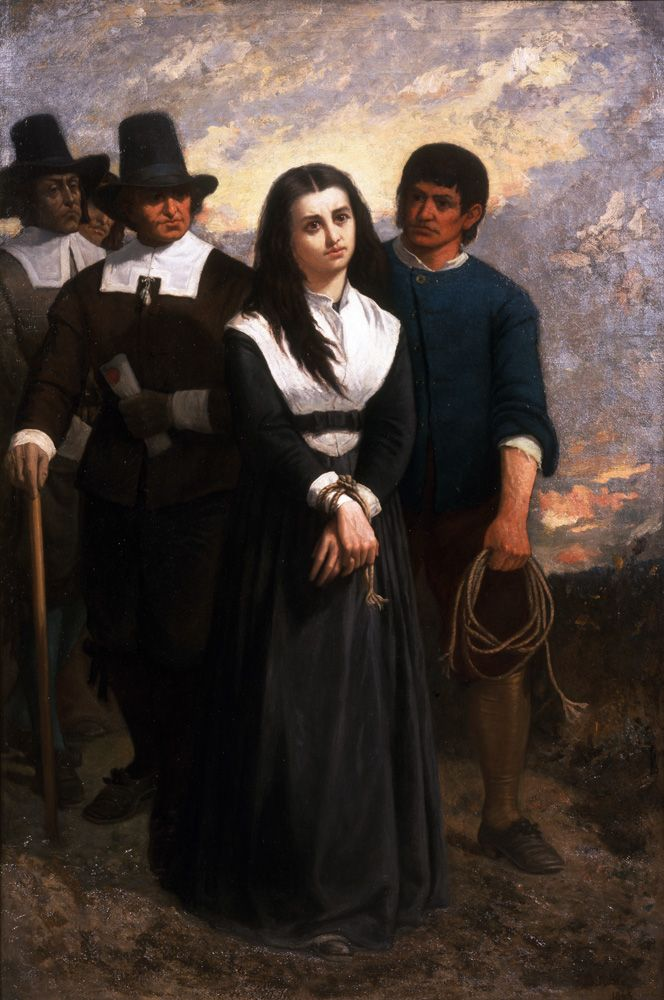
Witch Hill ou Le Martyr de Salem (The Salem Martyr ; New York Historical Society), par Thomas Satterwhite Noble.

Son livre, Founding Mothers and Fathers (1996) a été finaliste du prix Pulitzer de 1997. Elle a été co-éditrice de To Toil the Livelong Day (1987), Women of America (1979), Major Problems in American Women's History (4e éd., 2007),  et In the Devil's Snare (2002) sur les procès des sorcières de Salem. Elle figure également parmi les auteurs du livre en deux volumes A People & A Nation, un manuel d' histoire populaire en Amérique, qui en est actuellement à sa neuvième édition. 
Norton a siégé au Conseil national des sciences humaines, en tant que présidente de la Conférence des femmes historiennes de Berkshire et vice-présidente pour la recherche de la Société américaine d'histoire. Elle a également été rédactrice en chef du Guide de littérature historique de l'AHA en 1995. Norton a été élue membre de l'Académie américaine des arts et des sciences en 1999. Elle a également été élue présidente du troisième Sénat de l'université Cornell. Norton a remporté des subventions et des bourses du Fonds national pour les sciences humaines, de la Fondation Guggenheim et de la Fondation Rockefeller. 
Norton a été élue présidente élue de l'American Historical Association à l'été 2016. Elle assume les fonctions de présidente élue en 2017 et de présidente en 2018

## Apparitions télévisées
Norton apparaît dans plusieurs programmes d’histoire et documentaires sur la période coloniale, notamment Salem Witch Trials dans la série Unsolved History (en) de Discovery Channel en 2003 et dans Witch Hunt sur History Channel en 2004. Elle a été interviewée en 2008 pour la série History Detectives de PBS, sur la saison 6, épisode 7, "Front Street Blockhouse". Elle est apparue dans Salem Witch Hunt: Examine the Evidence en 2011  pour le compte de la Commission du patrimoine national d'Essex et du Service des parcs nationaux,. Elle a fait une apparition dans le tout premier épisode de la version américaine de Who Do You Think You Are?, aidant Sarah Jessica Parker à retrouver son ascendance dans le Massachusetts, notamment lors des procès pour sorcières de Salem. Elle est également apparue avec l'historienne Margo Burns (en) dans la saison 8 (2016) de l'émission de généalogie de la chaîne TLC, parlant à l'acteur Scott Foley de son ancêtre, Samuel Wardwell (en), exécuté pour sorcellerie lors des procès en 1692. 

## Publications
- In the Devil's Snare: The Salem Witchcraft Crisis of 1692, Random House Digital, Inc., 2003 (ISBN 978-0-375-70690-5, lire en ligne).
- Liberty's Daughters: The Revolutionary Experience of American Women, 1750–1800, Cornell University Press, 1996 (ISBN 978-0-8014-8347-9, lire en ligne).
- Founding Mothers & Fathers: Gendered Power and the Forming of American Society, Random House Digital, Inc., 1997 (ISBN 978-0-679-74977-6, lire en ligne).
- Separated By Their Sex: Women in Public and Private in the Colonial Atlantic World, Cornell University Press, 2011 (ISBN 978-0-8014-4949-9, lire en ligne).